# Улар
Улар, оглав или поводац је део коњске или воловске опреме, која се ставља на главу, а сачињен је од кожних каишева (ремена). Причвршћен је са свих страна чврстим копчама и заглавцима, како не би спао са главе. На улару се налази још и приужа, односно ланац за који се животиња води, који неки сматрају делом улара, а неки цео улар зову повоцем.
Представља део јарма, чија је сврха равномерно распоређивање терета на бочним странама када се коњ користи за вучу. Развој коњских оковратника је био значајан за развој пољопривреде у Европи, јер је омогућио коњима да вуку 50% више терета, односно врше 50% више да раде. Први пут се појавио у северној Кини крајем 5. века и одатле се пренео по Евроазији, да би се у Европи појавио и проширио у 10. веку.